# Jacques de La Lande
Jean, Jacques ou Jean-Jacques de Lalande ou de La Lande, né en 1733, tué en 1792, est un prêtre, député, martyr chrétien, béatifié par l'Église catholique.

## Biographie
Jean-Jacques de La Lande est né à la Forêt-Auvray en Normandie le 8 août 1733. 
Il devient prêtre, est curé d'Illiers-l'Évêque dans le diocèse d'Évreux à partir de 1765. 
Élu député du clergé aux États généraux en 1789, il est discret à l'Assemblée, le Moniteur ne relate aucune intervention de sa part. Il refuse de prêter serment à la Constitution civile du clergé le 27 novembre 1790. Prêtre réfractaire, il se cache mais est arrêté le 13 août 1792 et emprisonné. Il est tué le 3 septembre suivant par les révolutionnaires lors des Massacres de Septembre. 
Béatifié le 17 octobre 1926 par Pie XI. Fêté le 3 septembre.